# Reklama

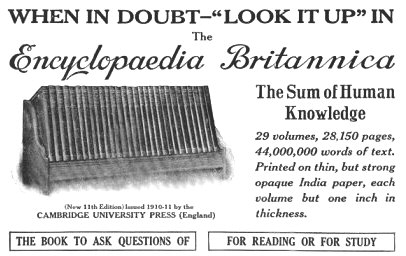
Reklama Encyklopedii Britannica z 1911 r.

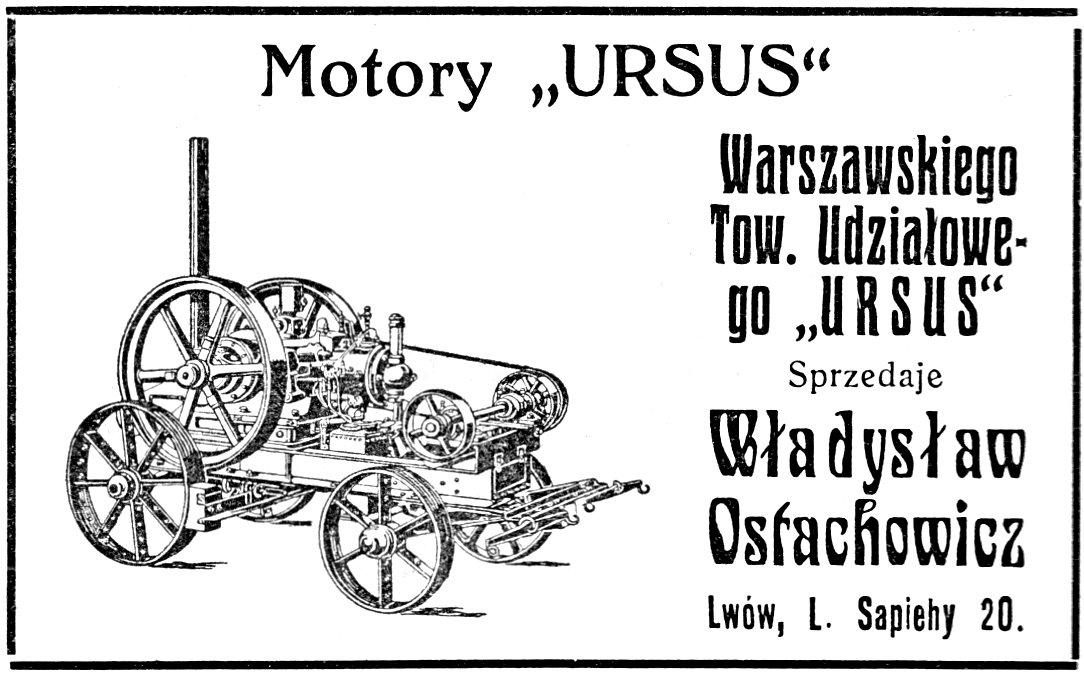
Lokomobila benzynowa – reklama zakładów Ursus z Rękodzielnika z 1914 roku

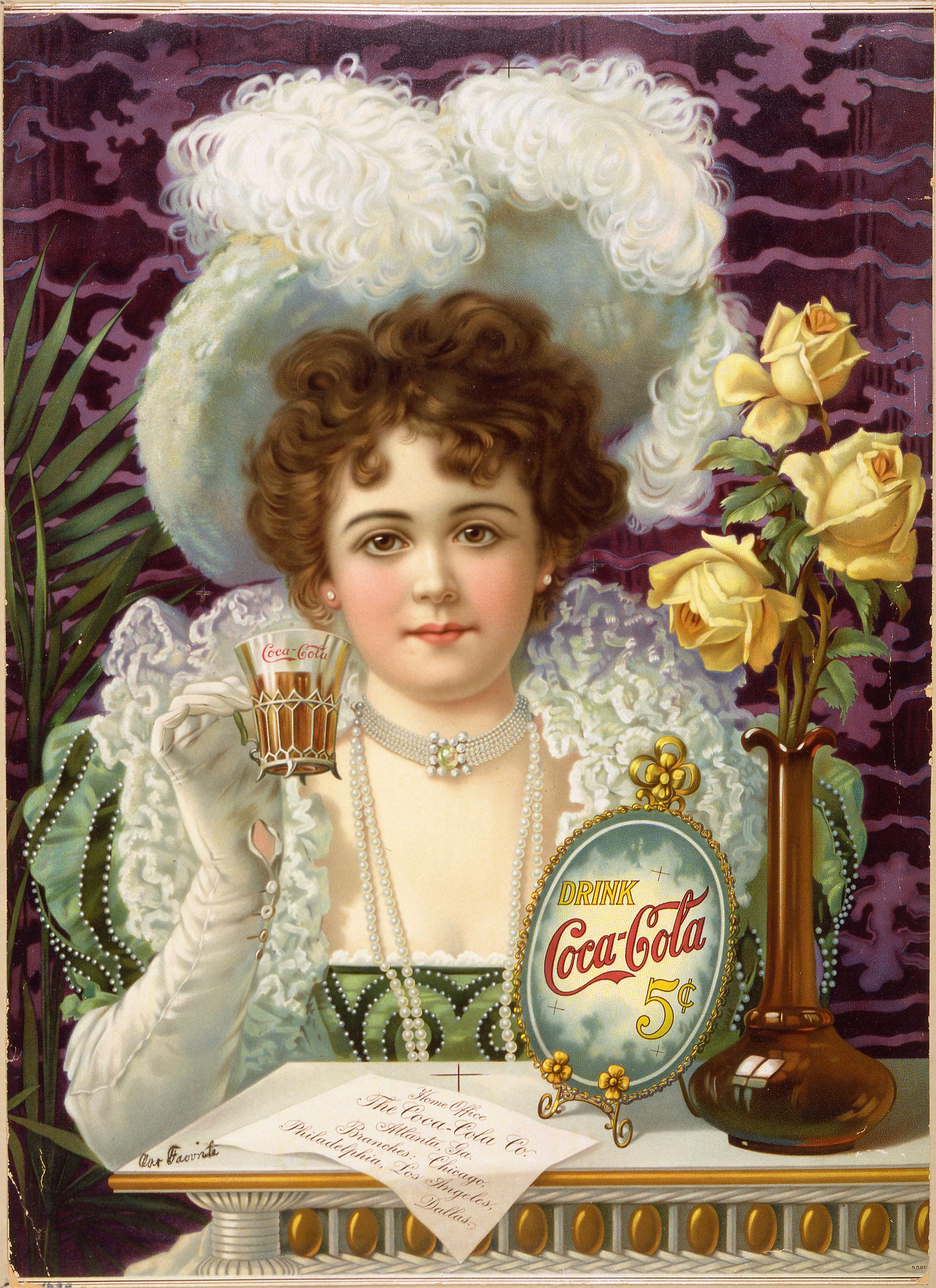
Coca-Cola, 1900, pozuje Hilda Clark

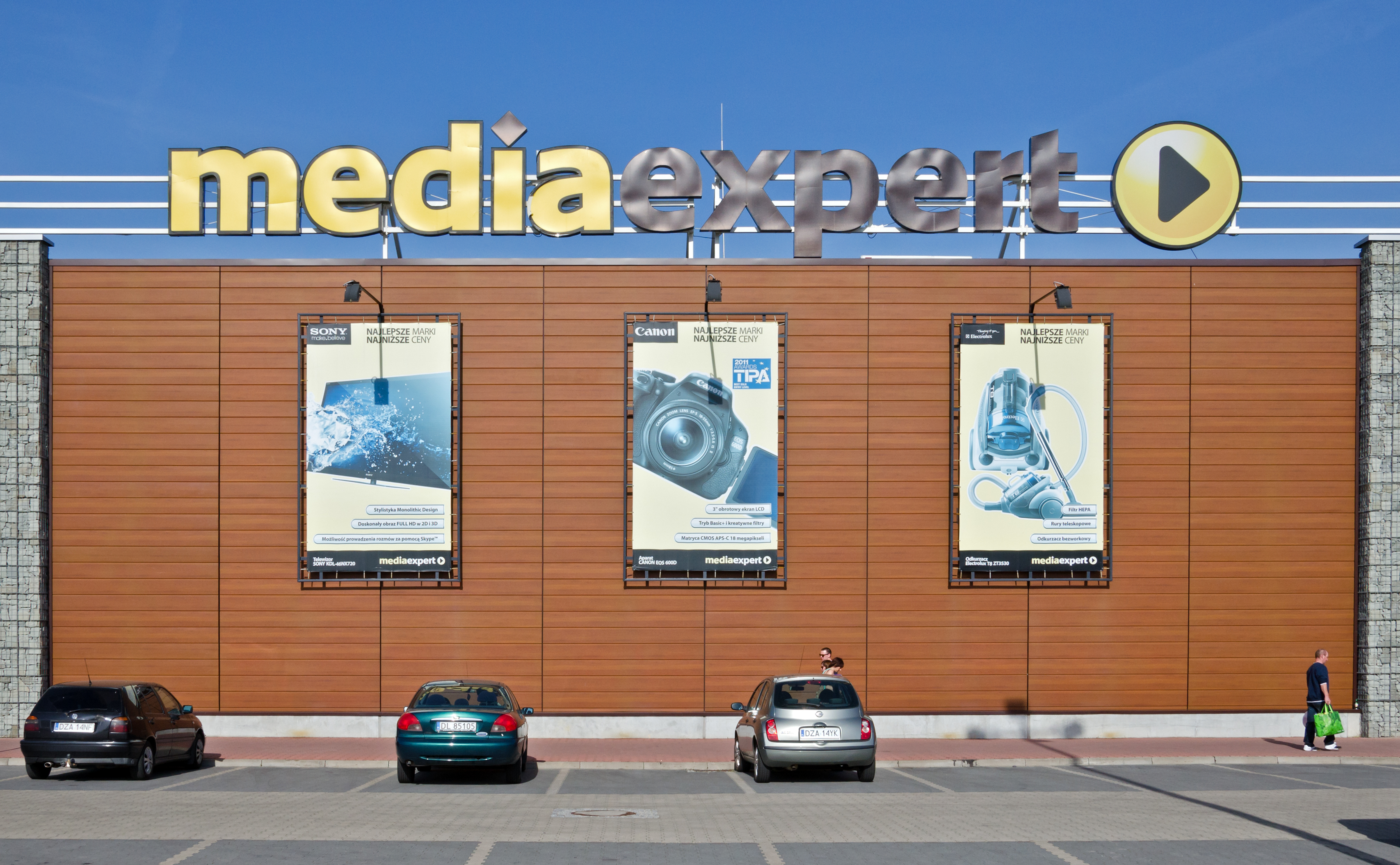
Współczesna reklama sieci Media Expert

Reklama (z łac. reclamo, reclamare ‘odzew’; re 'w tył, znów, naprzeciw’ i clamo, clamare ‘wołać’) – informacja połączona z komunikatem perswazyjnym. Zazwyczaj ma na celu skłonienie do nabycia lub korzystania z określonych towarów czy usług, popierania określonych spraw lub idei (np. promowanie marki).

## Jawność przekazu
Reklama może być:
- jawna – reklamująca wprost pokazywany produkt,
- dołączona jawnie, ale jako dodatek, choć to ona może być głównym, czy jedynym celem,
- ukryta, czyli kryptoreklama, czasem jako przekaz podprogowy,
- mieszana, tj. zawierająca co najmniej dwie z powyższych kategorii.

## Działanie
Reklama jako środek masowego przekazu ma za zadanie budować zachowania, generować potrzeby, wywoływać pragnienie. Reklama przybiera różną postać – od rzetelnej informacji o cechach produktu, spotykanej głównie w prasie specjalistycznej, po wychwalanie produktu bez rzetelnej informacji merytorycznej o przedmiocie reklamy, co często przypisuje się reklamie telewizyjnej.
Czasami reklama występuje w formie ukrytej – np. firmy organizują prezentacje własnych technologii czy też piszą artykuły do prasy specjalistycznej na ich temat – co jest na pograniczu reklamy i edukacji lub ukazywane są przedmioty będące towarami określonej marki, umieszczone w kontekście filmu fabularnego.
Czasem reklama łączona jest z korzyściami dla osób decydujących o skorzystaniu z przedmiotu reklamy – np. firmy sponsorują wyjazdy szkoleniowe lub pseudoszkoleniowe w atrakcyjne miejsca – co jest na pograniczu reklamy i korupcji.
Celem reklamy jest skuteczność ich oddziaływania na odbiorcę, dlatego w reklamie można się spotkać z treściami wywołującymi np. skandal obyczajowy lub procesy sądowe. Dzięki temu wzrasta zainteresowanie wokół reklamy, a tym samym siła oddziaływania kampanii reklamowej.
Ważną cechą odróżniającą w komunikacji poprzez media reklamę od public relations jest to, że reklama jest formą płatną, tzn. reklamodawca płaci mediom za nadanie komunikatu reklamowego i ma nad tym komunikatem pełną kontrolę.
Zdecydowana większość reklam charakteryzuje się celami komercyjnymi. Można jednak wyróżnić również reklamę społeczną oraz reklamę polityczną. Ponadto istnieją zjawiska łączące ze sobą wymienione typy reklam – reklamy powstające w ramach kampanii marketingowych łączących cele komercyjne z celami społecznymi (tak prowadzony marketing określa się mianem marketingu społecznie zaangażowanego, ang. Cause Related Marketing). Tego typu reklam nie należy mylić z reklamami społecznymi.

## Historia reklamy
Swoiste formy reklamy pochodzą z czasów starożytnych. Stosowano wówczas reklamę w postaci napisów na ścianach budynków, kamiennych lub terakotowych szyldów karczmy, zajazdu. Starożytni handlowcy wykrzykiwali oraz zachwalali cechy swoich towarów i dóbr. W ten sposób powstała pierwsza w historii forma reklamy – reklama ustna. W starożytnej Grecji pojawiła się reklama pisemna. Miała ona charakter spisanych informacji dotyczących wydarzeń kulturalnych i sportowych.
Wynalezienie przez Gutenberga druku zrewolucjonizowało reklamę. Za umowną datę wynalezienia druku uznaje się rok 1450. Pojawiły się pierwsze gazety, a w nich pierwsze reklamy prasowe.

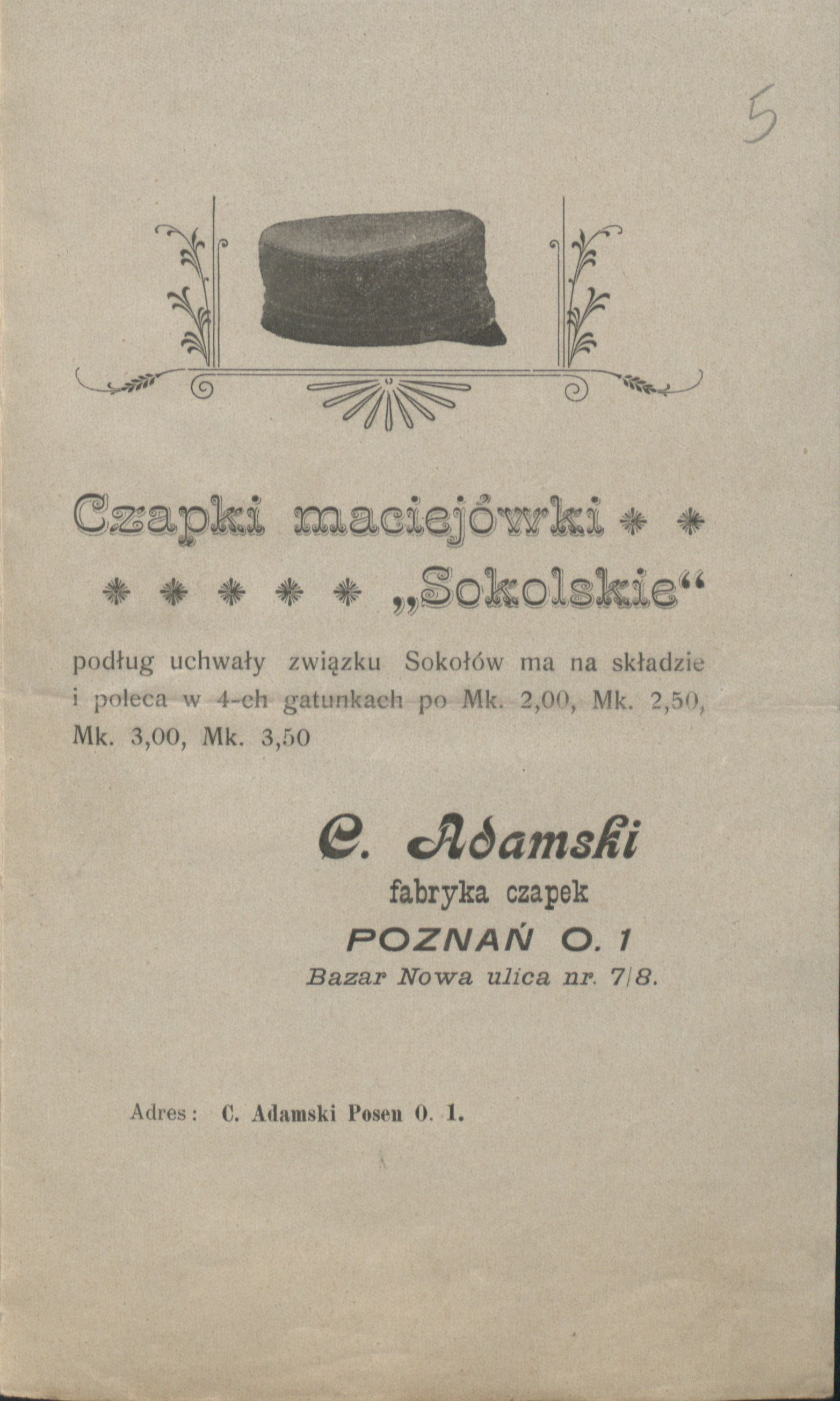
Reklama czapki maciejówki, 1902

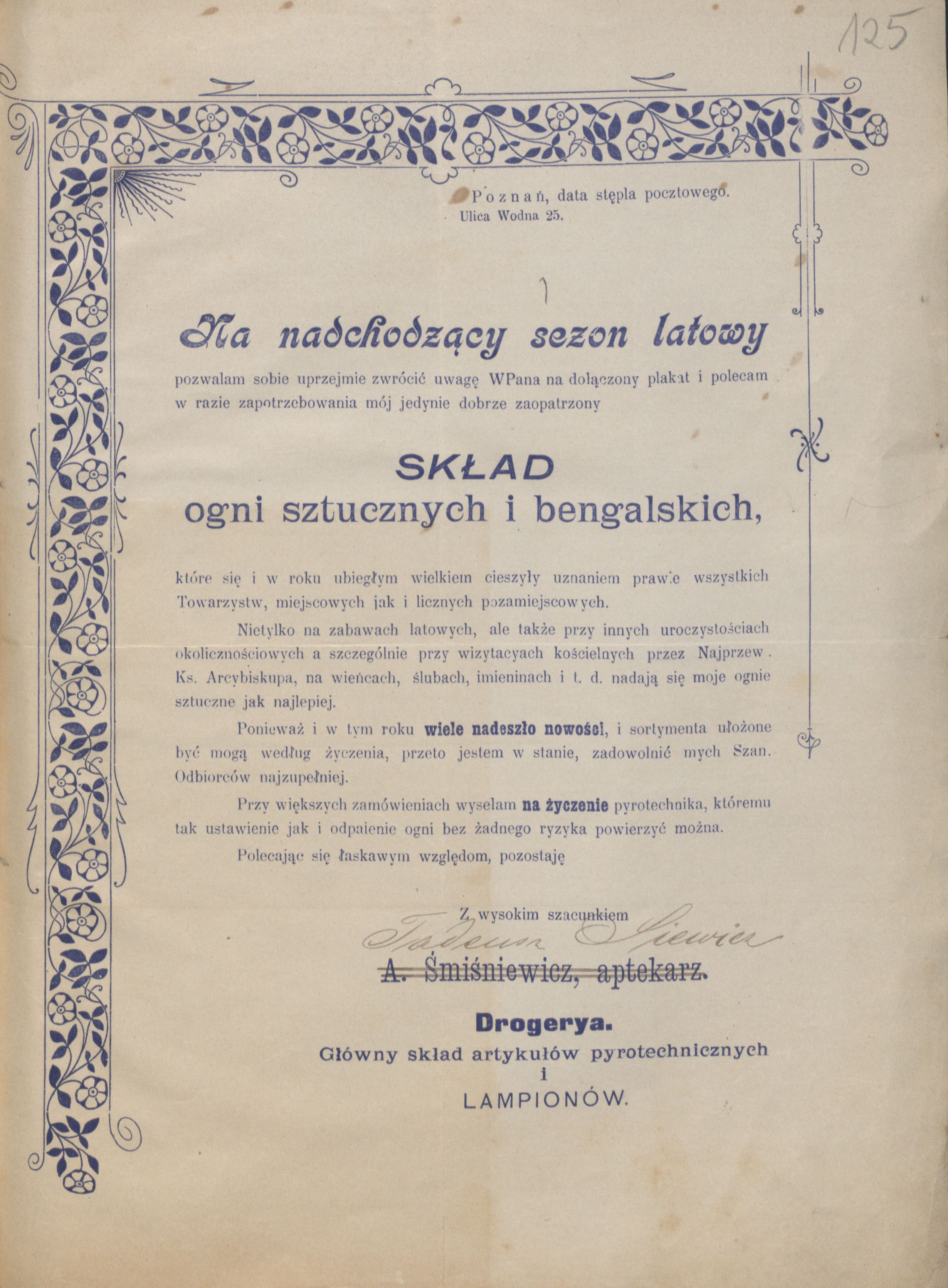
Reklama sztucznych ogni, 1902 (miejsce przechowywania: Archiwum Państwowe w Poznaniu).

## Kalendarium

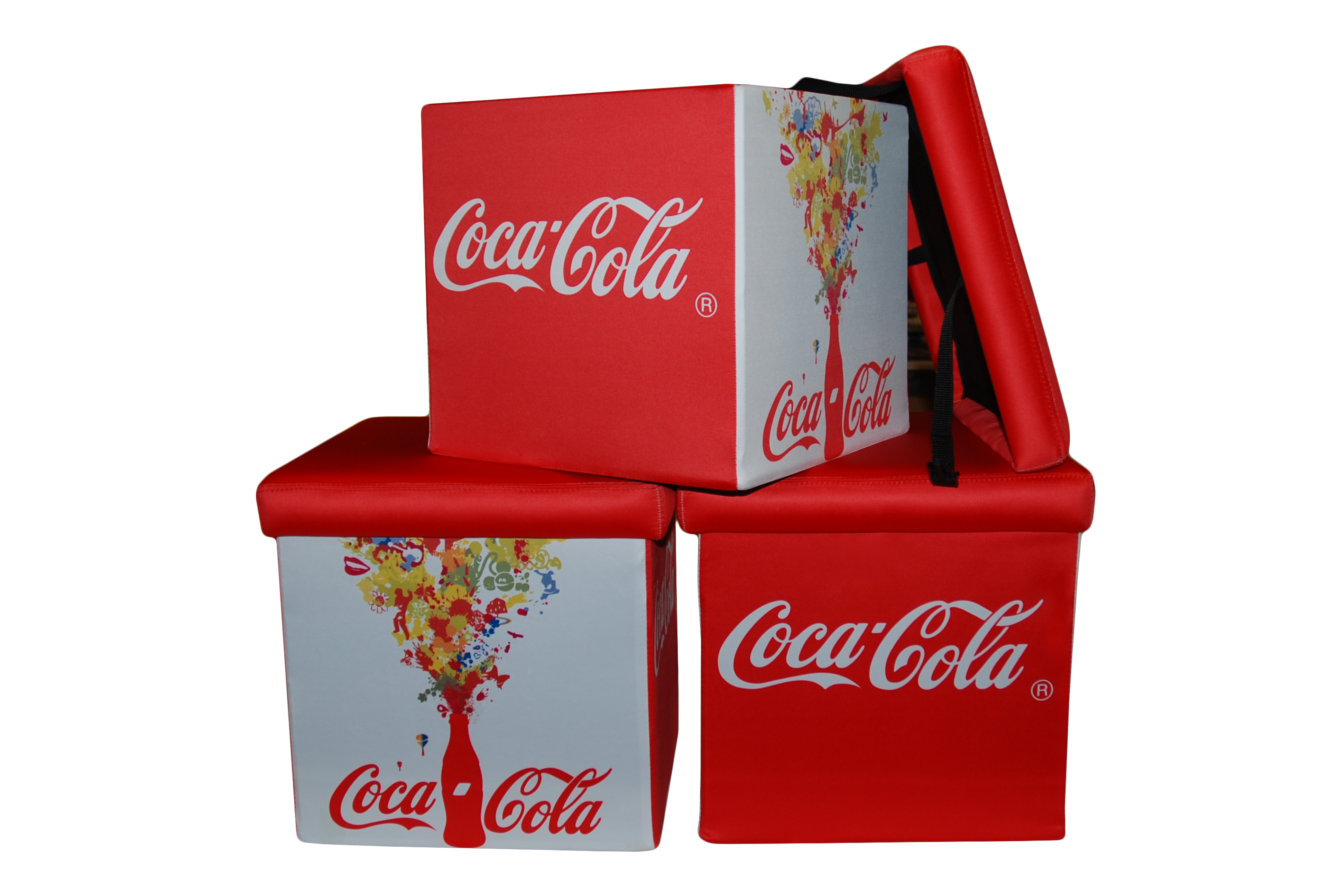
Współczesne logo i reklama Coca-Cola na siedziskach kwadratowych

- Około 1480 roku wydrukowano w Anglii pierwszą reklamę prasową (wskazówki dla duchownych dotyczące Wielkanocy).
- 14 października 1612 – w Paryżu wydrukowana pierwsza reklama w gazecie „Journal General d'Affiches”.
- 1612 – pierwsze pismo ogłoszeniowe Journal General d’Affiches
- 1614 – Anglia – pierwsze regulacje prawne dotyczące reklamy
- 1704 – pierwsza udokumentowana amerykańska reklama prasowa (w Europie reklamy na łamach tygodników obecne były już wcześniej – w XVII wieku)
- 1835 – powstała agencja informacyjna Charlesa Chavasa
- 1843 – w Filadelfii rozpoczął działalność pierwszy agent reklamowy Volney Palmer. Zajmował się zbieraniem ogłoszeń reklamowych i umieszczaniem ich w prasie. Można powiedzieć, że była to pierwsza jednoosobowa agencja reklamowa.
- 1848 – powstała agencja informacyjna Associated Press.
- 1870 – pierwsza masowa reklama – Ivory Soap (Procter & Gamble)
- 1893 – w Stanach Zjednoczonych wydano około 50 tysięcy dolarów na reklamę.
- 1920 – pierwsza stacja radiowa KDKA w Pittsburgu. Od 100 lat posługuje się tym samym hasłem reklamowym „PIONIERSKA stacja radiowa świata”. Jako pierwsza wprowadziła sponsoring reklam. Program „The Maxwell House Hour” sponsorował znany producent kawy.
- 1925 – profesor Olgierd Langer jako pierwszy w Polsce rozpoczyna cykl wykładów o reklamie w Wyższej Szkole dla Handlu Zagranicznego we Lwowie
- 1932 – Polski Fiat 508, jedna z pierwszych polskich reklam, czarno-biały film dźwiękowy z udziałem Leny Żelichowskiej[3]
- 1941 – w Stanach Zjednoczonych pojawiła się pierwsza reklama telewizyjna w telewizji lokalnej WNBT.
- 1983 – w Polsce zaczął się rozwijać rynek reklamy komercyjnej.

## Etapy tworzenia reklamy
1. Wybór celów
2. Określenie grupy docelowej
3. Ustalenie budżetu
4. Dobór treści
5. Wybór mediów
6. Publikowanie reklamy
7. Badanie skuteczności reklamy[4]

## Etapy oddziaływania reklamy
1. Tworzenie świadomości produktu, firmy lub marki.
2. Wzbudzanie zainteresowania produktem, firmą lub marką.
3. Wzbudzanie pożądania oferty.
4. Wywoływanie oczekiwanej reakcji (np. zakupu).

## Modele reklamy
Model SLB (II poł XX w.):
1. Zatrzymaj się
2. Spójrz
3. Kup

Model AIDA (1900):
1. Uwaga
2. Zainteresowanie
3. Pragnienie
4. Akcja

Model AIDCAS (1911):
1. Uwaga
2. Zainteresowanie
3. Potrzeba
4. Przekonanie
5. Akcja
6. Satysfakcja

Model DAGMAR (1961):
1. Nieświadomość
2. Świadomość
3. Zrozumienie
4. Przekonanie
5. Akcja

Model DIPADA (1961):
1. Definicja
2. Identyfikacja
3. Próba
4. Akceptacja
5. Pożądanie
6. Akcja

Model Lavidge’a-Steinera (1961);
1. Świadomość
2. Znajomość
3. Sympatia
4. Preferencja
5. Przekonanie
6. Zakup

Model Raya (1987):
1. Świadomość
2. Zrozumienie
3. Przekonanie
4. Akcja[5]

## Korzyści z reklamy
- Dostarczanie informacji o produktach i zmniejszanie asymetrii informacji[6].
- Zwiększanie lojalności wobec marki, a przez co zmniejszenie wrażliwości konsumentów na cenę[6]

## Zagrożenia płynące z reklamy
1. Wprowadzenie w błąd odbiorcy.
2. Wzbudzanie nadmiernych potrzeb konsumpcyjnych.
3. Promocja zachowań społecznych i zwyczajów negatywnie wpływających na jednostkę.
4. Wyrabianie obojętności na przekaz społeczny.
5. Możliwość zainfekowania komputera niechcianymi programami (reklama internetowa)
6. Manipulacja odbiorcami przez użycie środków pozaracjonalnych, jak np. popęd seksualny, uzależnienie od papierosów i inne.

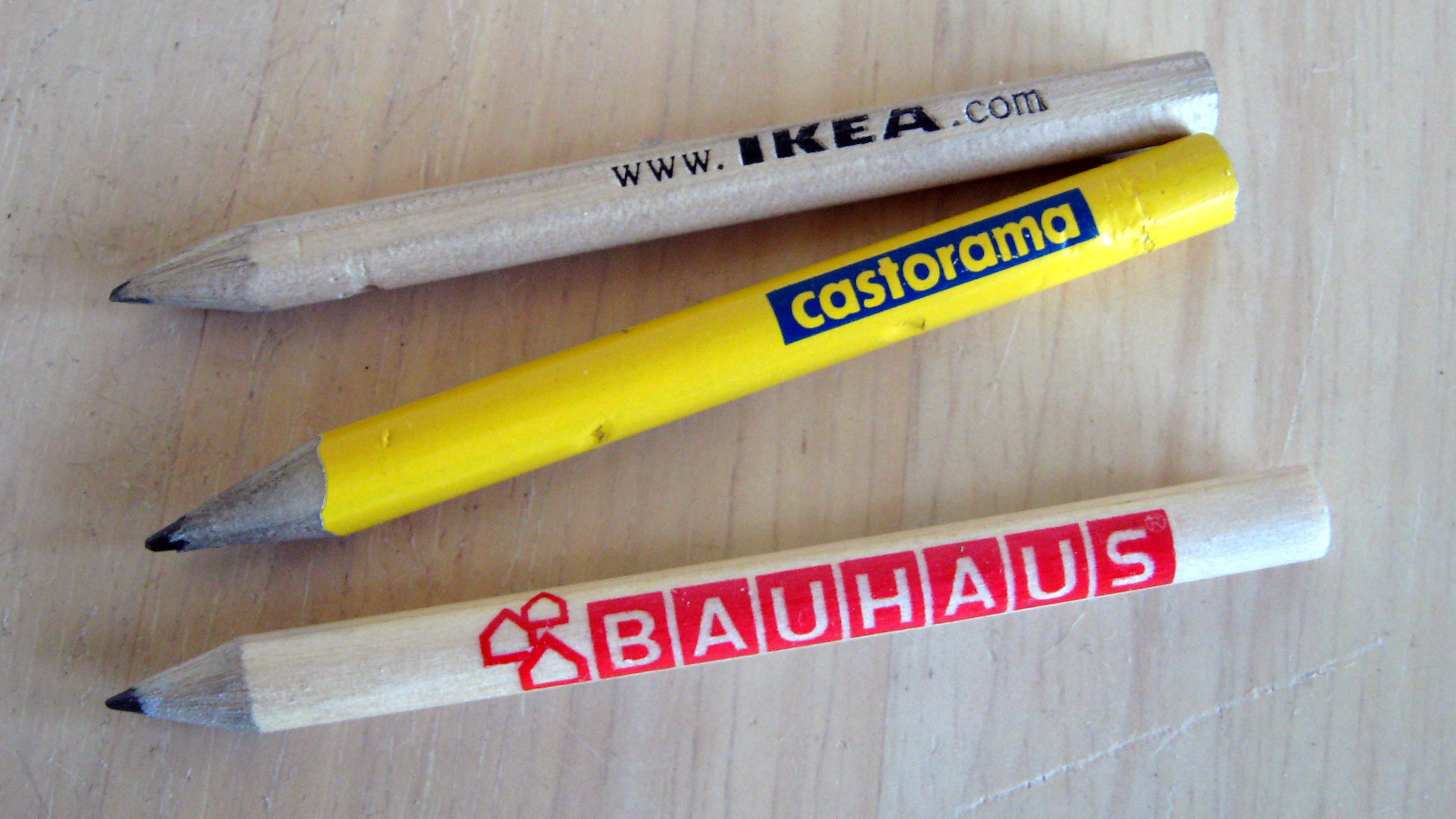
Gadżety reklamowe: IKEA, Castorama, Bauhaus

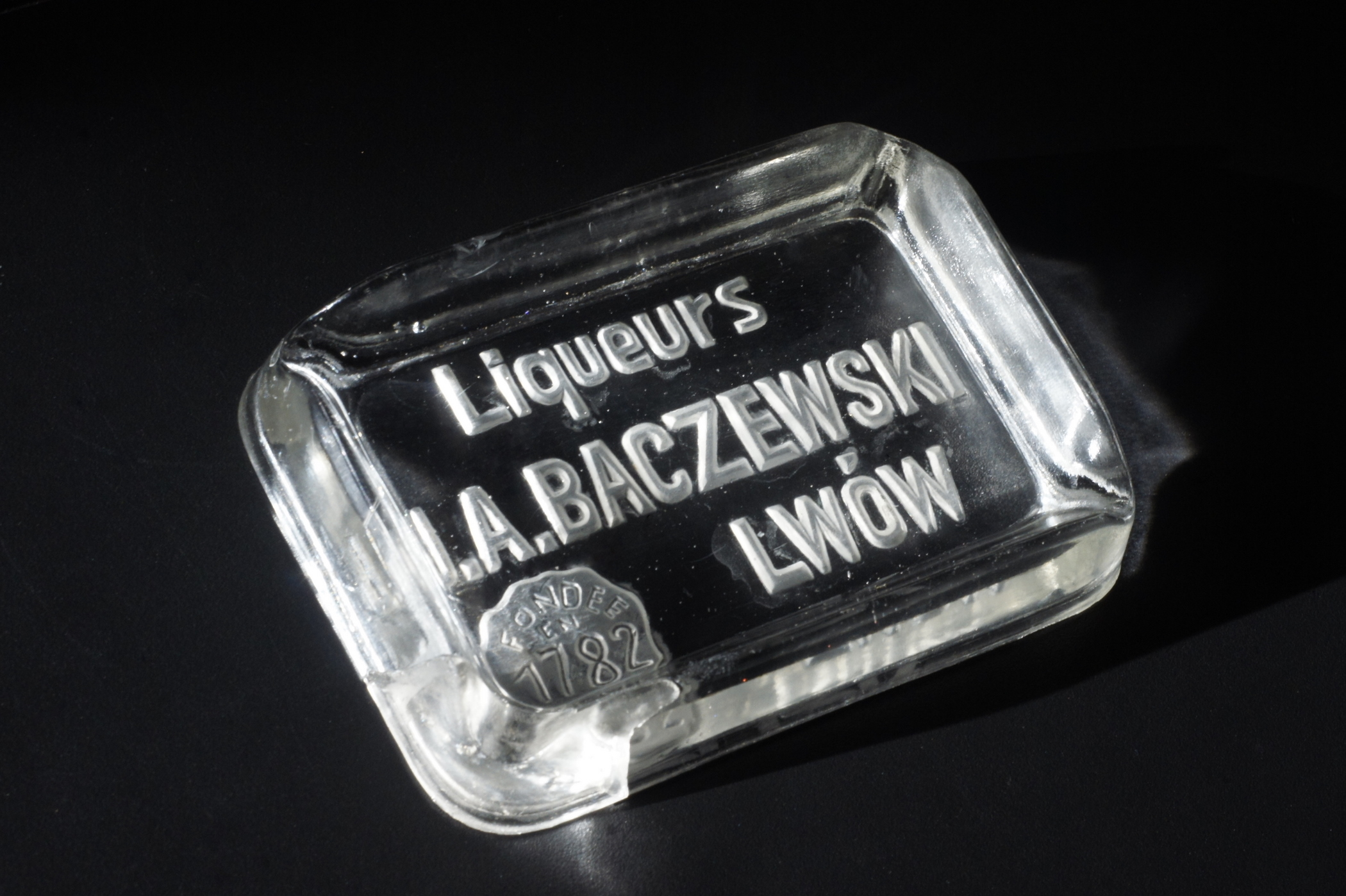
Popielniczka reklamowa z okresu międzywojennego

## Funkcje reklamy
1. Identyfikacyjna – odróżnienie marki od marek konkurencyjnych, przypisanie marki do określonego produktu.
2. Informacyjna – informacja o produkcie (zastosowanie, cechy, przeznaczenie, dystrybucja).
3. Promocyjna – korzyści racjonalne oferowane przez markę, wartości dodane związane z marką.
4. Gwarancyjna – zobowiązanie dotyczące jakości produktu, gwarancja realizacji obietnicy.
5. Emocjonalna – skojarzenia emocjonalne odbiorców.

## Rodzaje reklamy ze względu na treść
- reklama podprogowa
- reklama informacyjna
- reklama przypominająca
- reklama wspierająca
- reklama stabilizująca
- reklama ukryta
- reklama wprowadzająca w błąd
- reklama uciążliwa
- reklama społeczna

## Rodzaje reklamy ze względu na media
- reklama internetowa – oddziałuje na internautów, czyli na potencjalnych klientów; najczęściej wyróżniamy takie reklamy online, jak: witryna internetowa, reklama w wyszukiwarkach internetowych, reklama na portalach społecznościowych, marketing szeptany (reklama na forach internetowych), reklama w artykułach sponsorowanych i reklama na blogach, kampanie mailingowe.
- reklama telewizyjna (np. telewizyjny spot reklamowy lub tzw. billboard)
- reklama prasowa
- reklama radiowa
- billboard
- reklama tranzytowa
- reklama mobilna
- reklama ambientowa
- reklama zewnętrzna (reklama projektowana na szkle, plexi, dibond, pcw, drewnie, plastiku oraz wszelkich innych fizycznych nośnikach)
- spam

### Polska reklama prasowa, 1936–1937

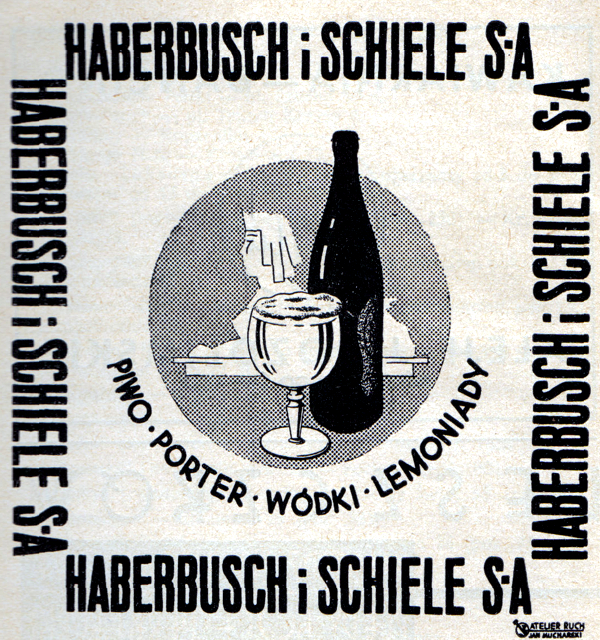
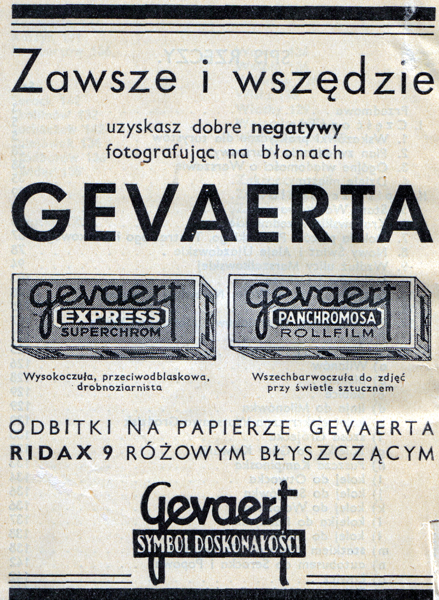
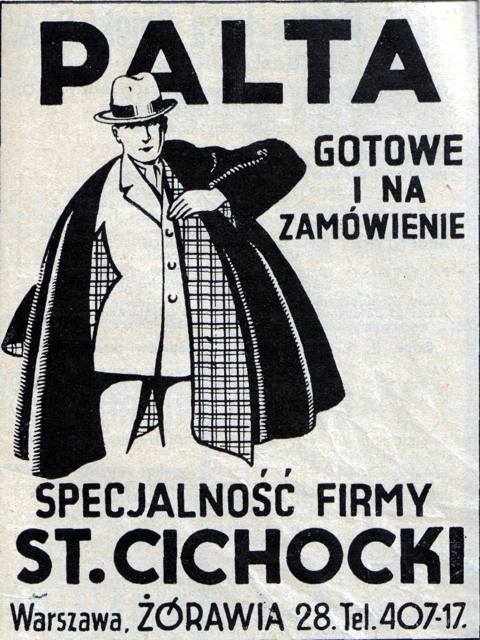
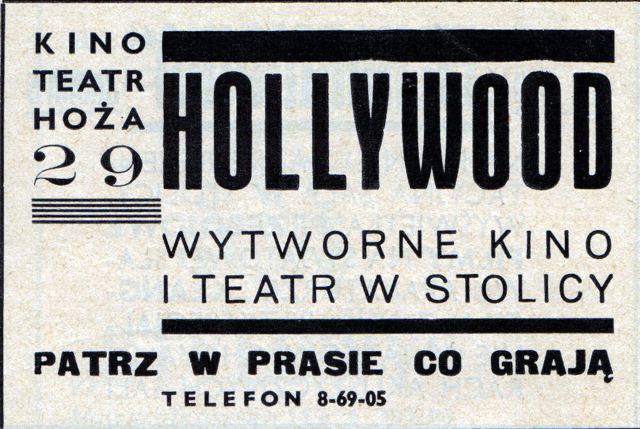
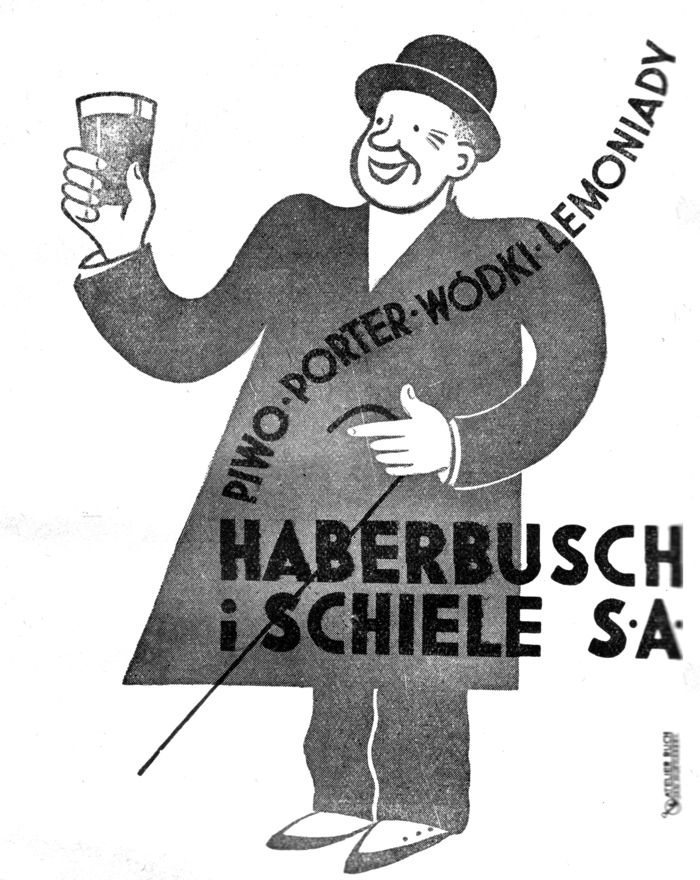
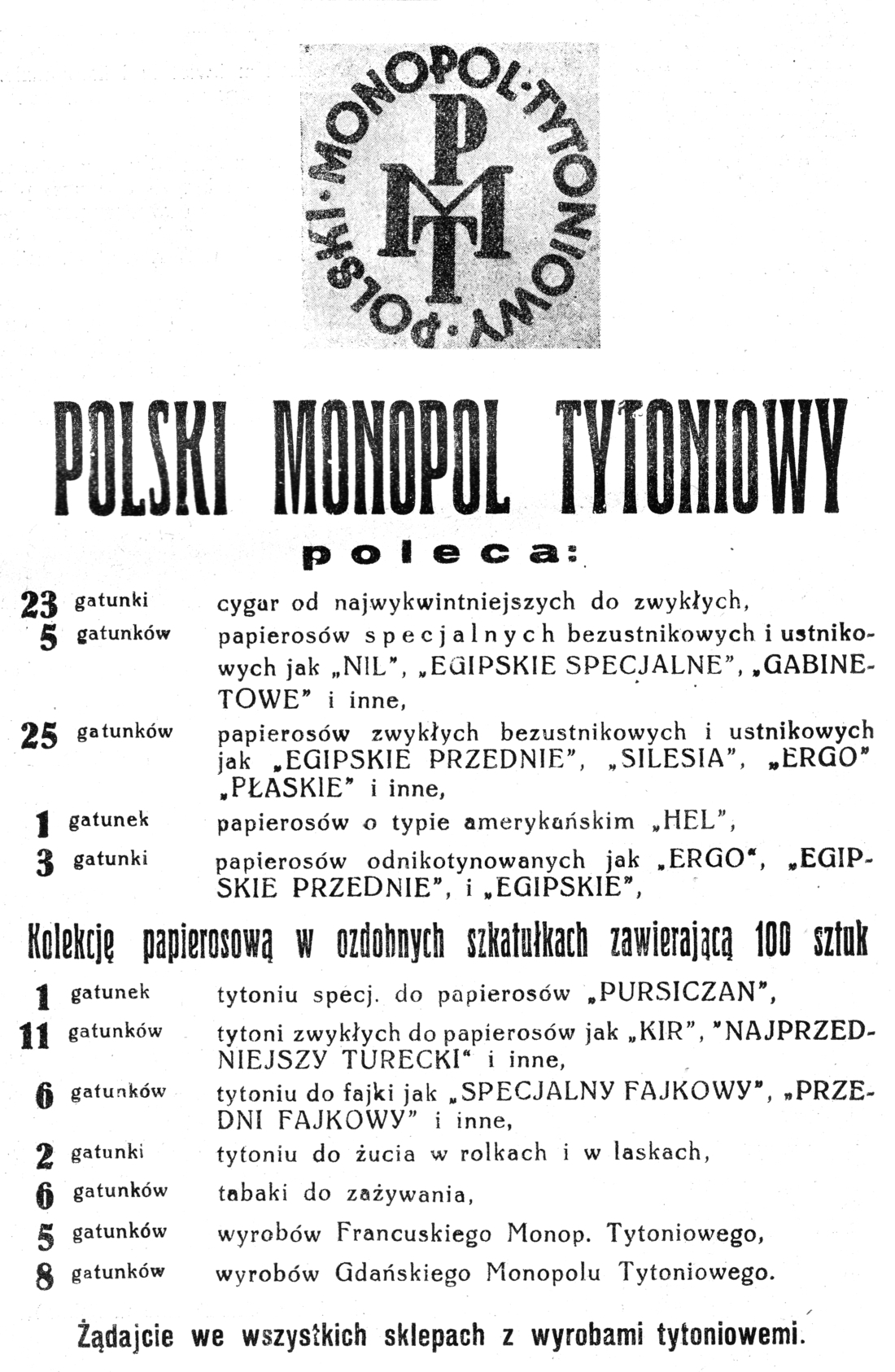
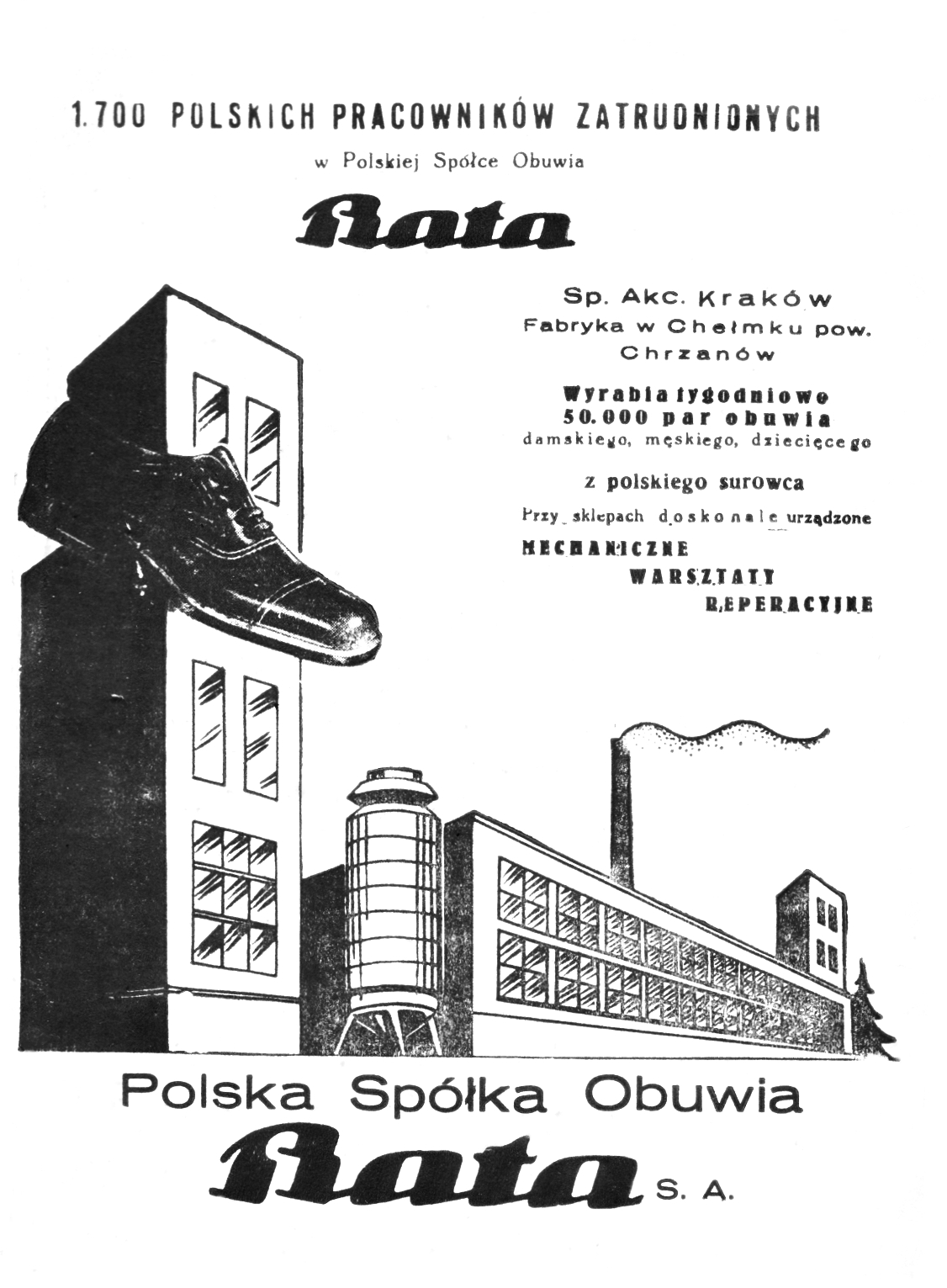
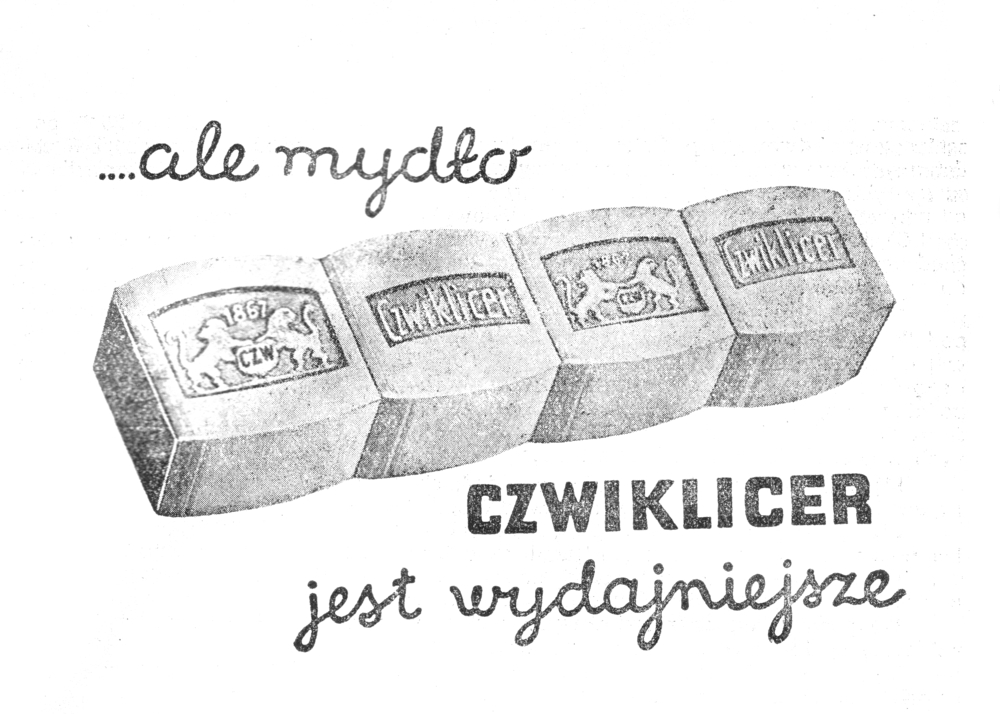